# والاس بيرمان
والاس بيرمان (بالإنجليزية: Wallace Berman)‏ هو فنان ومصور أمريكي، ولد في 18 فبراير 1926 في جزيرة ستاتن في الولايات المتحدة، وتوفي في 18 فبراير 1976 في توبانغا ‏ في الولايات المتحدة.

## وصلات خارجية
- والاس بيرمان على موقع قاعدة بيانات الفيلم (الإنجليزية)